# Timóteo III de Alexandria
Timóteo Salofaciolo (em grego: Σαλοφακιόλος; romaniz.: Salophakiólos; lit. "chapéu oscilante"; 481), mais conhecido como Timóteo III de Alexandria, foi um patriarca de Alexandria de 460 até a sua morte (com interrupção entre 475 e 477). Ele acreditava no credo calcedoniano e era um opositor do monofisismo e do miafisismo.

## Biografia
Em 460, o imperador Leão I, o Trácio expulsou o Patriarca miafisista Timóteo Eluro de Alexandria e colocou em seu lugar o calcedoniano Timóteo Salofaciol.
Em 475, uma rebelião forçou a volta de Timóteo, mas ele morreu apenas dois anos depois. O imperador expulsou o seu sucessor escolhido, Pedro Mongo, e reconduziu Salofaciol ao cargo, que ele manteve até a sua morte em 481 d.C.
Ele não é reconhecido como Papa de Alexandria pela Igreja Ortodoxa Copta.